# Mario Lanfranchi (regista)
Mario Lanfranchi (Parma, 30 giugno 1927 – Langhirano, 3 gennaio 2022) è stato un regista, sceneggiatore e collezionista d'arte italiano.
Dopo il diploma all'Accademia dei Filodrammatici di Milano, nei primi anni cinquanta, fu chiamato da Sergio Pugliese alla Rai, agli albori della Tv italiana. Fu il primo a portare l'opera lirica sul piccolo schermo, nel 1956, con Madama Butterfly, di Giacomo Puccini, che rivelò al grande pubblico Anna Moffo, allora giovane sconosciuto soprano statunitense, che divenne l'anno seguente sua moglie e dalla quale divorziò nel 1974. Nel 1967 esordì come regista cinematografico, con il film western Sentenza di morte. Visse nella cinquecentesca villa di famiglia di Santa Maria del Piano, frazione di Lesignano de' Bagni, in provincia di Parma. È stato inoltre proprietario di una delle più importanti collezioni private d'arte italiane.

## Biografia
Fin da bambino respirò in casa aria di teatro e di musica assieme allo zio Paride e al cugino Bruno Lanfranchi. Giovanissimo, frequentava noti cantanti quali Maria Caniglia, Ebe Stignani, Beniamino Gigli e Gino Bechi.
Il padre Guido (1895-1957), appassionato di lirica, era stato presidente della commissione teatrale e poi sovrintendente del Teatro Regio di Parma, successivamente direttore amministrativo de Il Tempo di Milano e di 24 ore, che si unirono poi nella testata Il Sole 24 Ore.
Lanfranchi si laureò in giurisprudenza, frequentando allo stesso tempo i corsi di recitazione e di regia presso l'Accademia dei Filodrammatici di Milano, dove la famiglia lo aveva trasferito presso amici nel 1944.
Durante un saggio dell'Accademia fu notato da Gianni Santuccio, che gli propose la regia al Teatro Manzoni del suo successivo spettacolo per la compagnia appena formata con Lilla Brignone. Andò molto bene e, a questa, seguirono diverse regie d'opera, essendo nel frattempo avvenuto anche il battesimo nella lirica al Teatro Morlacchi di Perugia per incarico dell'impresario bolognese Carlo Alberto Cappelli.
Prima di affidargli una regia lirica teatrale, Cappelli lo aveva messo alla prova consegnandogli la cura e gli aspetti pratici di un progetto concordato coi due impresari Eugene Iskoldoff e Peter Daubeny, cioè la tournée inglese (1952) di una compagnia d'opera italiana appositamente creata per l'occasione, con cantanti del Teatro alla Scala di Milano e grandi nomi come Tito Gobbi e Magda Olivero. "The National Italian Opera Company" debuttò allo Stoll Theatre di Londra, rimase in cartellone per due mesi e per altri due fu portata in giro nelle principali città inglesi.
Il 1º febbraio 2018 è stato presentato al Cinema Edison di Parma il documentario "La ragionevole follia", che tratta della vita e delle opere di Lanfranchi, realizzato da tre studenti del Corso di alta formazione in cinema documentario e sperimentale: Diego Bertolotti, Michela Benvegnù ed Enrico Nanni.

### Gli anni della televisione sperimentale
Alla fine del 1952 fu convocato da Sergio Pugliese, giornalista e drammaturgo, già dirigente EIAR e responsabile dal 1937 dei programmi di prosa, varietà e rivista della radio. Complice la convinzione di Pugliese che la televisione fosse una specie di "radio in movimento", dove tutto assumeva la forma di un cosmico teatro casalingo, con precisi doveri e finalità di promozione culturale e pedagogica, al giovane regista furono affidati non solo tutte quelle regie liriche per le quali è più spesso ricordato, ma molti dei più disparati e importanti primi eventi nella storia televisiva, da quelli sportivi a quelli canori o di puro spettacolo, dall'Eurovisione al secondo canale Rai (Rai 2), ai battesimi inaugurali dei nuovi studi televisivi di Torino e Napoli.
Forte dei suoi trascorsi sui palcoscenici, riuscì a convincere il direttore artistico della Rai, il musicologo Ferdinando Ballo, a inserire l'opera lirica nei programmi. Dopo una disastrosa ripresa del 1955 alla Scala (una Norma con Maria Callas: "non si vide quasi nulla, le luci erano insufficienti per le nostre telecamere, e per di più la Callas cantò male"), creò per la Rai il melodramma televisivo, con quella sua già peculiare cifra di regia mista, in questo caso teatrale e cinematografica insieme, che proponeva la musica seria con un linguaggio colto ma all'apparenza facile e alla portata di tutti.
La prima delle sue regie liriche contribuì a lanciare un giovane soprano italo-americano che stava perfezionando gli studi di canto a Roma: Anna Moffo. Il debutto sul piccolo schermo nella Madama Butterfly del 1956 la rese celebre e segnò l'inizio di un sodalizio artistico e sentimentale durato molti anni.

### Nuove esperienze professionali
Durante gli anni trascorsi a Milano, prima di sposarsi con Anna Moffo, aveva avuto due importanti legami sentimentali con Renata Tebaldi e con Virginia Zeani, tra gli amici più frequentati c'erano Umberto Eco, Furio Colombo, Luciano Berio, Bruno Maderna, ma una solida amicizia personale lo legava anche a noti personaggi della musica leggera. Il nucleo stabile era formato da Johnny Dorelli, Gorni Kramer, Gigi Cichellero, Alberto Rabagliati e dal tenore Giuseppe Di Stefano.
La variegata e complessa matrice culturale di Lanfranchi, la sua sopra citata cifra mista per la quale il critico del Corriere della Sera Giuliano Gramigna coniò poi il termine di "realismo visionario", l'ha portato a esplorare e proporre per primo la formula miscellanea di generi musicali diversi tra loro, dalla lirica ai cantautori genovesi, dal jazz al beat, dai negro spirituals alla poesia, dalla prosa all'operetta, dai concerti misti alla musica leggera.
Per il Teatro La Fenice di Venezia nell'estate del 1955 cura la regia di La traviata, Rigoletto con Isidoro Antonioli e Aldo Protti e di Madama Butterfly nel Campo Sant'Angelo.
Per il Teatro Verdi (Trieste) nel 1958 cura la regia Pagliacci e nel Castello di San Giusto di La duchessa di Chicago con Irene Callaway, Sergio Tedesco, Nuto Navarrini e Anna Campori e di La casta Susanna di Jean Gilbert con Rosy Barsony, Edda Vincenzi, Navarrini ed Elvio Calderoni e nel 1959 La bohème.
Al Teatro La Fenice nel 1959 cura la regia di La bohème con la Moffo e Tullio Serafin e nel 1960 Turandot con Franco Corelli.
All'inizio degli anni sessanta, dopo aver abbandonato la Rai, si era trasferito a Roma. Nel frattempo stava maturando nel regista una crisi di rigetto per l'Opera. Al culmine di questa fase aveva da onorare tre contratti già firmati con la Scala, l'Opera di Roma e il Teatro Verdi di Trieste.
Altri spettacoli a grande effetto, a volte quasi dei kolossal teatrali, ne ha poi inventati e firmati tanti, basti ricordare Il corteo storico matildico (1955) o Lo sbarco di Garibaldi (1955), quel 1915-1918: la guerra e la vittoria col quale nel 1961 si inaugurò la Rete 2 della Rai, e l'apice della Festa italiana (1966) per il Madison Square Garden.
Nel 1961 gli era stato assegnato il Premio Internazionale Luigi Illica, alla sua prima edizione.
Con la Rai continuò a collaborare per la realizzazione di numerosi progetti esterni, dei quali era ideatore e spesso anche produttore e regista. Grazie alle sue case di produzione poteva realizzare in maggiore autonomia i progetti che più gli stavano a cuore. Dapprima continuò la già iniziata serie di regie di prosa, con adattamenti televisivi di titoli italiani scelti fuori dal repertorio più frequentato, e un originale televisivo di Franco Enna, Ritorno dall'abisso (1963). Fu poi la volta degli stranieri, inediti in Italia.
Sue, fra altro, per ideazione e produzione, le serie TuttoTotò, L'Opera in un'ora, una formula poi adottata in vari programmi didascalici della Rai, come pure l'Anna Moffo Show, in cui la cantante figurava come padrona di casa e mattatrice già nel gennaio 1964, tipo di ruolo che l'anno dopo consacrò Mina regina di Studio Uno, e sue le memorabili regie televisive dei già citati grandi spettacoli trasmessi dalla televisione. Nel 1967 girò, a Cinecittà, la seconda serie di Anna Moffo Show. Nei titoli di testa compaiono come direttore della fotografia il poi regista Massimo Dallamano e, come operatore alla macchina Vittorio Storaro; tra gli ospiti della cantante celebrità internazionali come l'arpista Nicanor Zabaleta, Andrés Segovia, Earl Hines, Ferruccio Tagliavini e molti altri.
Con già alle spalle La serva padrona del 1958, si cimentò con la produzione e regia cinematografica di film-opera (La traviata, 1966, e alcuni anni più avanti Lucia di Lammermoor, 1971).

### Caroselli e regista per la moda
Per la Rai esplorò anche il campo della pubblicità, ideando e producendo in società con Sandro Bolchi molti dei Caroselli più noti durante quel periodo. Con la B. L. Vision, dove B.L. sta per Bolchi-Lanfranchi, la Intervision e lo Studio 2D, Mario Lanfranchi ha ideato e prodotto molti dei Caroselli più noti trasmessi durante il decennio 1960-70; citandone solo alcuni tra i più famosi: Ferrero ("Il volto amico”, poi modificato in “Il Gigante Amico” col perfido Jo Condor: "Gigante, pensaci tu!" - sempre per Ferrero la serie a minipuntate di "Cuore" dal romanzo di De Amicis per la regia di Sandro Bolchi), Cirio (“Il paese del sole”), Banca Commerciale Italiana (con Massimo Inardi, medico e musicologo, trionfatore nella finalissima dei campioni del “Rischiatutto” con l'esorbitante somma di 5 milioni e 900 000 lire, la più alta vincita mai realizzata fino ad allora nei quiz europei), Mobil (“I futuribili“: “Immaginare un mondo diverso. Pensare oggi alla realtà degli uomini di domani”, per una delle pochissime regie pubblicitarie di Mario Bava, riproposti persino da Enrico Ghezzi nel 2009).
“La nostra peculiarità stava nell'offrire tutto il pacchetto già pronto, dall'idea alla regia. Il cliente aveva tutto, faceva a meno anche dell'agenzia pubblicitaria. [...] Come regia credo [di averne fatti] soltanto uno o due, perché dirigerli non mi piaceva. [...] La mia regia mi pare di averla fatta con Franca Valeri. Inventavamo anche gli slogan pubblicitari, per conto nostro. Quella volta ne venne uno di successo:“Tempi duri per i troppo buoni!”, e i troppo buoni erano dei biscotti (N.d.R.: Colussi).”

### Roma e il cinema
Il trasferimento a Roma a inizio anni sessanta era stato dettato anche dal desiderio del regista di lavorare nel cinema. Nel 1962 produsse l'esordio nel lungometraggio di Gian Vittorio Baldi: Luciano, una vita bruciata, biografia autentica di un piccolo ladro romano, già soggetto di un precedente corto dello stesso regista (Luciano – via dei Cappellari, 1960). Mentre il film Accattone (1961) di Pasolini, prodotto da Alfredo Bini, beneficiava intanto almeno della distribuzione all'estero, Luciano rimase intrappolato nelle maglie della censura religiosa per oltre cinque anni, così si concluse l'avventura del produttore cinematografico Lanfranchi. Fortunatamente quella del produttore televisivo, di Caroselli e altro, prosperava.
Negli studi romani si era nel frattempo affacciato il filone western all'italiana. Nel tentativo di sbloccare l'accesso per altra via, il regista aveva scritto quattro episodi di ambientazione western e, tra un Carosello e l'altro, aveva proposto alla Rai una produzione in appalto. Il progetto western non passò ma subito dopo, nel 1966, la Rai firmò il contratto per la nuova idea dei brevi film di TuttoTotò, e l'anno successivo quello per la produzione e regia della seconda serie di Anna Moffo Show girata a Cinecittà.
Sempre con l'idea fissa del cinema, Lanfranchi aveva nel frattempo rielaborato i quattro episodi western e ne aveva tratto una sceneggiatura. Dopo oltre un lustro di attesa, finalmente riuscì a dirigere il primo film di cui era anche autore.
Realizzò solo quattro film per il cinema, tutti con budget minimi: Sentenza di morte (1967), Il bacio (1974), il poliziesco Genova a mano armata (1976) e La padrona è servita (1976).
Nel mezzo diresse altri due film-opera, La traviata (1968) e Lucia di Lammermoor (1971), entrambi con Anna Moffo.
L'ultimo film, Venezia, carnevale, un amore (1981) con Nureev, Peter Ustinov, Carla Fracci e Charles Aznavour, ha una storia a sé d'origine non strettamente cinematografica, travagliata e sofferta. All'inizio doveva essere un corto, poi un mediometraggio e infine diventò un film per la televisione (trasmesso il 26 dicembre 1981 su Rai 1)per insistenza della Fondazione Venezia Nostra nel quadro della campagna internazionale dell'UNESCO per la salvaguardia di Venezia.
Scrive lo storico Carlo Montanaro che compare nei titoli di testa come aiuto del regista: "La cosa veramente curiosa è che il film costituisce l'unico tentativo di musical fatto a Venezia, se si escludono 'Topette' [N.d.R.: "Top Hat" (Cappello a cilindro), refuso nel titolo nel libro citato], completamente inventato, e 'Tutti dicono I Love You', dove però non ci sono numeri di ballo a Venezia".
Il film in Italia è passato solo in Rai, ma è stato distribuito nei circuiti cinematografici di diversi paesi, tra cui America e Giappone, e il relativo ricavato fu devoluto per interventi conservativi. Per riproporlo nella rassegna cinematografica Venezia e le eroine post-romantiche ottocentesche – Venezia Città delle Donne - da Senso a Sissi curata da Gian Piero Brunetta nell'ambito delle manifestazioni per il Carnevale di Venezia 2011, non riuscendo a rintracciare né un positivo in buone condizioni né i negativi, spariti insieme alla vedova del produttore, è stato appositamente rimontato partendo da una copia di lavoro rimasta in mano al regista.

### Ritorno al teatro
Nel 1955, all'inizio della sua collaborazione con la Rai, aveva curato la regia e la contemporanea ripresa televisiva del primo dei suoi più noti grandi spettacoli, quello del Corteo storico matildico a Quattro Castella, prima celebrazione dell'incoronazione di Matilde di Canossa. Come suo solito, non ne aveva curato solo la regia, l'aveva ideato di tutto punto, compresi i giochi sul campo (il gioco del ponte, la giostra dell'anello, ecc.). Il successo fu tale che la celebrazione è diventata subito un rituale, giunto quest'anno (2012) alla 47ª edizione. La Regina Matilde era impersonata da Maria Fiore; da allora fu tradizione, fino a poco tempo fa, che il mantello regale poggiasse ogni anno sulle diverse spalle delle più belle e note attrici italiane.
Nel 1959 fu la volta di Lo sbarco di Garibaldi a Sesto Calende, oltre 1000 comparse nelle divise dell'epoca impersonavano la battaglia tra i Cacciatori delle Alpi e le truppe austriache, quella che permise al Generale di entrare vittorioso in Lombardia.
Dopo essere fuggito dalla RAI nel 1960 e il trasferimento a Roma, concomitante la crisi di rigetto per l'opera lirica e affini, si ritemprò nel teatro curando per la televisione, da esterno, una serie di adattamenti e regie di prosa e il primo ciclo di Anna Moffo Show. Purtroppo nelle teche Rai, a meno di altri fortuiti ritrovamenti, sono sopravvissuti soltanto due nastri delle registrazioni teatrali del regista, Arlecchinata e S'egli tornasse, nonché una manciata di secondi dello sceneggiato Ritorno dall'abisso.
Tuttavia già a metà degli anni sessanta si era disamorato. Così, mentre con una mano continuava a ideare e produrre Caroselli, con l'altra inventava quella Festa Italiana che batté nel 1966 il record degli incassi del Madison Square Garden.
Sempre nel 1966 tornò al palcoscenico per produrre e dirigere spettacoli di autori di lingua inglese, alcuni testi in prima assoluta, con le compagnie Tieri-Lojodice (Uscirò dalla tua vita in taxi), quindi un nuovo allestimento di Vita col padre (1968) con Rina Morelli e Paolo Stoppa, già interpreti della stessa commedia per Luchino Visconti.
Fra questi due eventi, aveva trovato il tempo per realizzare la seconda serie di Anna Moffo Show (1967).
In Italia, da ricordare anche l'esperienza a inizio anni '90 con una propria compagnia di giovani, la Compagnia Teatro Proposta di Mario Lanfranchi, con la quale mise in scena tre autori moderni di commedie ironiche o grottesche sul tema dell'eros: Esperienze erotiche a basso livello di Clare McIntyre, già attrice di teatro, cinema e tv, poi rivelatasi scrittrice di vaglia per il teatro; Perversioni sessuali a Chicago (Sexual Perversity in Chicago), un corrosivo testo del regista David Mamet preso come soggetto da Edward Zwick nel 1986 per il film A proposito della notte scorsa... con protagonisti Rob Lowe e Demi Moore; e, infine, due 'commedie nere' del prematuramente scomparso Joe Orton (1933-1967), Delizie funerarie (Funeral Games) e Un criminale alla porta. È una delle esperienze di teatro che il regista ricorda con maggior piacere, non solo per il successo riscosso, ma per l'entusiasmo che animava il lavoro della compagnia.
In quel periodo, tuttavia, già soggiornava a Londra (dal 1980), per creare e seguire le produzioni di grandi musical come Lust e Chitty Chitty Bang Bang o di testi teatrali come 900 Oneonta all'Old Vic di Londra e September Tide al Comedy Theatre con Susannah York, che hanno sbancato per anni consecutivi i botteghini del West End e di Broadway. Il solo Chitty Chitty Bang Bang ha tenuto il cartellone per ben sei anni a Londra e poi ancora a New York.
Rientrato definitivamente in Italia nel 2005, andò a vivere nella sua villa a Lesignano de' Bagni, dove diede vita a un primo evento Villa Lanfranchi apre i cancelli, a ingresso gratuito, divenuto poi, per alcuni anni, Spettacoli in villa, spettacoli misti, come piacevano a lui, di teatro, musica, concerti jazz e rock, ai quali presero parte tanti artisti amici. In queste occasioni e per altre manifestazioni a scopo culturale, rispolverò occasionalmente anche il suo passato di attore o di autore.
Tornò poi con una certa regolarità in tv, non più dietro la camera ma come ospite fisso de "Il salotto di Gianni", trasmissione settimanale di musica e intrattenimento di TeleReggio e Mantova TV (condotta da Gian Matteo Sidoli, fuori dai confini regionali più noto come ex tecnico di basket), come anche su altre reti per commemorare eventi di cui era stato protagonista o testimone. Per TV Parma registrò tre cicli di trasmissioni, uscite anche in DVD, in cui interpretava le fiabe moderne di Andreina Chiari Branchi. E occasionalmente ripropose al suo pubblico testi e poesie nell'amato dialetto parmigiano.

## Regie di film-opera
- 1956 – Madama Butterfly – di Giacomo Puccini – con Anna Moffo, Renato Cioni, Afro Poli, Miti Truccato Pace, Orchestra e Coro della Radiotelevisione Italiana diretti da Oliviero De Fabritiis – trasmessa il 24 gennaio
- 1956 – La fanciulla del West – di Giacomo Puccini – con Gigliola Frazzoni, Ken Neate, Mario Petri, Orchestra e Coro della Radiotelevisione Italiana diretti da Alfredo Simonetto – trasmessa il 13 marzo
- 1956 – Cavalleria rusticana – di Pietro Mascagni – con Carla Gavazzi, Mario Ortica, Giuseppe Valdengo, Orchestra e Coro di Milano della Radiotelevisione Italiana diretti da Arturo Basile
- 1956 – La sonnambula – di Vincenzo Bellini – con Anna Moffo, Danilo Vega, Plinio Clabassi, Anna Maria Anelli, Orchestra e Coro di Milano della Radiotelevisione Italiana diretti da Bruno Bartoletti – trasmessa in dicembre
- 1957 – Fedora – di Umberto Giordano – con Renata Heredia Capnist, Nicola Filacuridi, Mario Borriello - la pellicola cinematografica è stata fortunosamente ritrovata (2012) in uno dei depositi della Rai di Milano.
- 1957 – L'italiana in Algeri – di Gioachino Rossini – con Teresa Berganza, Sesto Bruscantini, Mario Petri, Vittoria Palombini, Alvinio Misciano, Rena Gary Falachi, Valerio Meucci, Orchestra e Coro di Milano della Radiotelevisione Italiana diretti da Nino Sanzogno – trasmessa il 10 luglio 1957
- 1957 – Suor Angelica – di Giacomo Puccini – con Edda Vincenzi, Iolanda Gardino, Orchestra e Coro di Milano della Radiotelevisione Italiana diretti da Bruno Maderna - la pellicola cinematografica è stata fortunosamente ritrovata (2012) in uno dei depositi della Rai di Milano
- 1958 – Turandot – di Giacomo Puccini – con Lucille Udovich, Franco Corelli, Renata Mattioli, Plinio Clabassi, Orchestra e Coro di Milano della Radiotelevisione Italiana diretti da Fernando Previtali
- 1958 – La serva padrona – di Giovan Battista Pergolesi – vedi Regie cinematografiche
- 1959 – Lucia di Lammermoor – di Gaetano Donizetti – con Anna Moffo, Nicola Filacuridi, Dino Dondi, Orchestra e Coro di Milano della Radiotelevisione Italiana diretti da Fernando Previtali
- 1960 – Tosca – di Giacomo Puccini – con Magda Olivero, Alvinio Misciano, Giulio Fioravanti, Orchestra Sinfonica e Coro di Torino della Radiotelevisione Italiana diretti da Fulvio Vernizzi
- 1960 – Il cappello di paglia di Firenze – di Nino Rota – con Mafalda Micheluzzi, Angelo Mercuriali, Direttore: Bruno Maderna
- 1960 – Francesca da Rimini – di Riccardo Zandonai – con Marcella Pobbe, Giuseppe Campora, Ferdinando Lidonni, Myriam Funari, Orchestra e Coro di Torino della Radiotelevisione Italiana diretti da Arturo Basile
- 1960 – La figlia del reggimento – di Gaetano Donizetti – con Anna Moffo, Giuseppe Campora, Giulio Fioravanti, Iolanda Gardino e i mimi di Giancarlo Cobelli, Direttore: Franco Mannino - Per una trascuratezza di Telecinema, ossia il reparto tecnico che trasferiva su pellicola l'immagine TV mediante il "trascryber", la registrazione filmica di questa produzione è andata irrimediabilmente perduta, è rimasto soltanto l'audio[12]
- 1965 – L'elisir d'amore – di Gaetano Donizetti – con Valeria Mariconda, Agostino Lazzari, Italo Tajo, Renato Capecchi – produzione esterna in appalto per la Rai, per la serie L'Opera in un'ora
- 1966 – Il barbiere di Siviglia – di Gioachino Rossini – con Ugo Benelli, Sesto Bruscantini, Valeria Mariconda, Carlo Badioli, Italo Tajo – produzione esterna in appalto per la Rai, per la serie L'Opera in un'ora
- 1968 – La traviata – di Giuseppe Verdi – vedi Regie cinematografiche
- 1971 – Lucia di Lammermoor – di Gaetano Donizetti – vedi Regie cinematografiche

## Regie cinematografiche e sceneggiature
- La serva padrona – di Giovan Battista Pergolesi – con Anna Moffo, Paolo Montarsolo, Giancarlo Cobelli e i mimi di Giancarlo Cobelli, Orchestra Filarmonica di Roma, Maestro Concertatore e Direttore d'Orchestra: Franco Ferrara – sceneggiatura e regia (film-opera) (1958)
- La traviata – di Giuseppe Verdi – con Anna Moffo, Franco Bonisolli, Gino Bechi, Orchestra e Coro del Teatro dell'Opera di Roma diretti da Giuseppe Patané – sceneggiatura e regia (film-opera) (1966)
- Sentenza di morte (1967)
- Lucia di Lammermoor – di Gaetano Donizetti – con Anna Moffo, Lajos Kozma, Giulio Fioravanti, Paolo Washington, Orchestra Sinfonica e Coro di Roma diretti da Carlo Felice Cellario – sceneggiatura e regia (film-opera) (1971)
- Il bacio (1974)
- Genova a mano armata (1976)
- La padrona è servita (1976)
- Venezia, carnevale, un amore – con Rudol'f Nureev, Carla Fracci, Peter Ustinov, Charles Aznavour – soggetto di Mario Lanfranchi, Sandro Bolchi e Nino Caselli (1981)

## Spettacoli di prosa

### Regie e adattamenti per la TV
(elenco parziale)
- 1955 – S'egli tornasse – dall'omonima commedia (1936) di Orio Vergani – con Lina Volonghi, Ernesto Calindri, Davide Montemurri, Liù Bosisio – trasmessa il 5 maggio
- 1960 – Moglie – da una commedia di Janos Bokay – con Elsa Merlini, Franco Volpi, Raoul Grassilli – trasmessa il 30 settembre
- 1960 – Lo schiavo impazzito – dall'omonima commedia (1939) di Guglielmo Giannini – con Franco Coop, Nino Besozzi, Gianni Agus, Esperia Sperani, Edoardo Toniolo, Lia Zoppelli, Wandisa Guida, Armando Francioli – trasmessa l'11 novembre
- 1961 – Servi e padroni – dall'omonima commedia (1943) di Vincenzo Tieri – con Franco Scandurra, Franco Volpi, Laura Carli, Gianni Agus, Carla Macelloni, Luisa Rivelli – trasmessa il 19 maggio
- 1962 – Le acque della luna – dal dramma Waters of the Moon (1951) di N. C. [Norman Charles] Hunter – con Carla Bizzarri, Elsa Albani, Luisa Rossi, Ferruccio De Ceresa, Gianni Agus – trasmessa il 5 gennaio, in occasione dell'inaugurazione degli studi televisivi di Napoli
- 1963 – Ritorno dall'abisso – originale televisivo di Franco Enna – con Armando Francioli, Roberto Villa, Luisa Rivelli
- 1964 – Arlecchinata – da Harlequinade (1948) di Terence Rattigan – con Gianni Santuccio, Gianni Agus, Carla Bizzarri – trasmessa il 14 dicembre

### Regie e produzioni teatrali
(elenco parziale)
- 1966 – Uscirò dalla tua vita in taxi (Help Stamp Out Marriage) di Willis Hall e Keith Waterhouse – con Aroldo Tieri e Giuliana Lojodice
- 1968 – Vita col padre (Life with Father, 1939) di Howard Lindsay e Russel Crouse – con Rina Morelli e Paolo Stoppa
- 1973 – L'anatra all'arancia (Le canard à l'orange) da The Secretary Bird (1967) di Sir Alec Douglas-Home, con Alberto Lionello e Valeria Valeri
- 1990 – Eros X tre, con la Compagnia Teatro Proposta di Mario Lanfranchi – il progetto ha messo in scena tre note commedie inglesi sull'eros (traduzioni, adattamenti e regie di M. Lanfranchi):

•	Esperienze erotiche a basso livello di Clare McIntyre – con Alessandra Costanzo, Francesca Rossiello, Rosa Genovese.
•	Perversioni sessuali a Chicago di David Mamet – con Gianni Williams, Stefano Onofri, Marina Marini e Simonetta Giurunda
•	Criminali dell'eros (Delizie funerarie – Un criminale alla porta) di Joe Orton – con Toni Orlandi, Franca Stoppi, Stefano Onofri, Luigi Bonos
- 1994 – 900 Oneonta di David Beaird all'Old Vic di Londra, con prosecuzione all'Ambassadors Theatre (co-produzione e regia)
- 1995 – September Tide (1948), di Daphne Du Maurier, al Comedy Theatre, con Susannah York (co-produzione e regia)

## Regie di opere liriche e operette

### Regie liriche
(elenco parziale)
- Aida – di Giuseppe Verdi – Teatro Massimo Bellini di Catania (1958)
- Il barbiere di Siviglia – di Gioachino Rossini – Teatro dell'Opera di Roma (1960)
- La bella molinara – di Giovanni Paisiello – Teatro San Carlo di Napoli – con Graziella Sciutti, Antonio Boyer, Franco Calabrese, Giovanna Fioroni, Agostino Lazzari, Alvinio Misciano, Leonardo Monreale, Coro del Teatro San Carlo di Napoli e Orchestra da camera Alessandro Scarlatti della Rai di Napoli diretti da Franco Caracciolo
- La bohème – di Giacomo Puccini – Teatro La Fenice di Venezia – Teatro Comunale di Bologna
- La bohème – di Ruggero Leoncavallo – Teatro Verdi di Trieste (27 novembre 1959)
- Carmen – di Georges Bizet – Teatro delle Novità al Donizetti di Bergamo(1956) con Franco Corelli, un'edizione in stile "charleston" andata in scena il 10 settembre, molto criticata e contemporaneamente esaltata dalla stampa
- Cavalleria rusticana – di Pietro Mascagni – Teatro Regio di Parma (stagione 1956-57)
- Il crepuscolo degli dei – di Richard Wagner – Teatro Massimo Bellini di Catania (1961) (inaugurazione della stagione)
- La figlia del diavolo – di Virgilio Mortari – Teatro Regio di Parma (1957)
- Madama Butterfly – di Giacomo Puccini – Teatro La Fenice di Venezia (1962) (anche ripresa televisiva)
- Manon – di Jules Massenet – Teatro Regio di Parma (1958) con Magda Olivero
- Pagliacci – di Ruggero Leoncavallo – con Rafael Lagares – Teatro Verdi di Trieste (11 gennaio 1958)
- I puritani – di Vincenzo Bellini – Teatro Regio di Parma (1960) con la Moffo ed Ivo Vinco, Teatro Massimo Bellini di Catania (1960), Teatro Massimo di Palermo, (1961), Teatro Comunale di Bologna
- Simon Boccanegra – di Giuseppe Verdi – Teatro Regio di Parma (1957) con Tito Gobbi
- La traviata – di Giuseppe Verdi – Teatro La Fenice di Venezia (1961), Teatro Vittorio Emanuele II (1961), Auditorium Parco Marsaglia di Sanremo (1962), Teatro Comunale di Firenze
- Turandot – di Giacomo Puccini – Teatro La Fenice di Venezia (1960) – (anche ripresa televisiva)

### Operette
(elenco parziale)
- 1958 – La duchessa di Chicago – di Emmerich Kálmán – Con Irene Callaway, Sergio Tedesco, Nuto Navarrini – Festival dell'Operetta di Trieste, Castello di San Giusto – anche ripresa televisiva trasmessa il 12 agosto
- 1958 – La casta Susanna – di Jean Gilbert – con Rosy Barsony, Edda Vincenzi, Nuto Navarrini, Elvio Calderoni, Orchestra e Coro del Teatro Verdi – Festival dell'Operetta di Trieste – anche ripresa televisiva
- – Cin Ci La – di Virgilio Ranzato – Festival dell'Operetta di Trieste
- – La vedova allegra – di Franz Lehár – Festival dell'Operetta di Trieste

## Varie e diverse

### Grandi spettacoli, ideazione e regie
(elenco parziale)
- 1955 – Corteo storico matildico a Quattro Castella, prima celebrazione dell'incoronazione di Matilde di Canossa, con ideazione di giochi sul campo matildico – ideazione, regia dello spettacolo e delle riprese televisive
- 1959 – Lo sbarco di Garibaldi a Sesto Calende, parata celebrativa per il centenario dell'avvenimento – ideazione, regia dello spettacolo e delle riprese televisive
- 1961 – 1915-1918: la guerra e la vittoria, spettacolo composito, prosa e musica, che inaugurò il Secondo canale (Rai2), realizzato al Palasport di Roma per la sua grandiosità – Prima Parte: Quel lungo treno… (concerto di apertura con brani di trincea) – Seconda parte: La trincea (racconto sceneggiato di Giuseppe Dessì) – Terza parte: Tutti quei soldati, documentario realizzato su testi di Pier Antonio Quarantotti Gambini – trasmesso il 4 novembre – ideazione, regia dello spettacolo e delle riprese televisive
- 1966 – Festa italiana, spettacolo di folclore regionale italiano, organizzato per il Madison Square Garden di New York (7 ottobre) – ideazione, regia dello spettacolo e delle riprese televisive

### Produzioni
(elenco parziale)
- 1962 – Madre ignota (Luciano, una vita bruciata), debutto di Gian Vittorio Baldi nel lungometraggio
- 1964 – Anna Moffo Show, prima serie (3 puntate con frequenza settimanale) trasmessa dalla Rete Nazionale dal 18 gennaio all'8 febbraio 1964 – ideazione e regia[5]
- 1966-67 – TuttoTotò, serie di dieci filmati prodotti per conto della Rai e basati sul repertorio teatrale del grande comico. Fu l'ultima fatica dell'attore, poiché morì poco prima che andassero in onda per la prima volta (dal 10 maggio al 6 luglio 1967). Titoli rimasti di questo progetto: Il latitante, Il tuttofare, Il grande maestro, Don Giovannino, La scommessa, Totò Ciak, Totò a Napoli, Totò Ye Ye e Premio Nobel – produzione
- 1966-67 – Anna Moffo Show seconda serie (4 puntate con frequenza settimanale) trasmessa dalla Rete Nazionale – fu filmata a Cinecittà sia in b/n per la televisione sia a colori per la distribuzione all'estero e in doppio audio, in italiano e in inglese – ideazione, produzione e regia

## Riconoscimenti
- 1961 – Premio Internazionale Luigi Illica per la lirica
- 1971 – Premio Malatestiano per la migliore regia. Festival del Film Musicale, Rimini
- 1972 – Premio per la regia. Festival Internazionale Cinematografico del Melodramma, Gardone Riviera. Teatro del Vittoriale
- 1975 – Premio La Rosa d'Oro per la regia. Città di Venezia, Premio Internazionale di Cultura, Scienze e Industria
- 2002 – Cittadinanza onoraria conferitagli dal Comune di Lesignano de' Bagni, Parma
- 2004 – Premio Sant'Ilario. Medaglia d'oro, massimo riconoscimento della Città di Parma quale eminente ed eclettica personalità della cultura e dello spettacolo
- 2012 – La Scarpèta dòra. Premio annuale istituito dalla Famija Pramzana a personaggi che si sono distinti nella conservazione del dialetto e delle tradizioni della città di Parma

### Documentari
- Francesco Barilli, Poltrone rosse. Parma e il cinema (2014) - Documentario sui film girati a Parma con interviste ai registi. Presentato alla Mostra di Venezia 2014.
- Loris Casadei, Pietro Fantoni, Carlo Stamilla Mario Lanfranchi un regista per tutte le stagioni, documentario realizzato nel Laboratorio audio-video-fotografico DAMS per il Corso di Cinematografia Documentaria e Laboratorio di Videoscrittura (Prof. Mirco Melanco, Anno Accademico 2016-2017), Università di Padova Dipartimento Beni Culturali
- Peter Dollinger, Hans-Jürgen Panitz, Denn sie kennen kein Erbarmen - Der Italowestern (2006), documentario. Prod.: Movieman Productions /ARTE in collaborazione con Norddeutscher Rundfunk (NDR) /Bayerischer Rundfunk (BR)/Goethe-Institut
- Carlo Montanaro, Un ciak a Venezia (1981) - documentario sul backstage di Venezia, Carnevale, un amore, che ha accompagnato la visione del film durante il Carnevale di Venezia 2011 per il ciclo "Venezia e le eroine post-romantiche ottocentesche - Venezia Città delle Donne - da Senso a Sissi" curato da Gian Piero Brunetta
- Michela Benvegnù, Enrico Nanni, La ragionevole follia (2018) - Documentario sulla vita e sulle opere di Mario Lanfranchi. Da un'idea di Diego Bertolotti. Film realizzato per il Corso di Alta Formazione in Cinema Documentario e Sperimentale di Parma.